# Артур Патраш
Артур Патраш (рум. Artur Pătraș; нар. 1 жовтня 1986, Кишинів, Молдова) — молдовський футболіст, півзахисник рибницької «Іскри».

## Клубна кар'єра
Професіональну футбольну кар'єру розпочав у сезоні 2005/06 років у клубі «Вікторія» (Кишинів). У 2007 році приєднався до «Політехніки Тімішоара». У румунській Лізі I дебютував у березні 2007 року в поєдинку проти бухарестського «Динамо». Зіграв декілька матчів і в період між 2008 і 2011 роками п'ять разів відправлявся в оренду до різних румунських клубів.
Влітку 2012 року перейшов до представник азербайджанської Прем'єр-ліги, але вже в грудні вільним агентом залишив визе вказаний клуб. У березні 2013 року повернувся до Молдови, де провів решту сезону 2012/13 років в кишинівській «Академії». У липні 2013 року перейшов до «Мілсамі», з яким став чемпіоном Молдови за підсумками сезону 2014/15 років.
12 січня 2016 року підписав контракт з тираспольським «Шерифом», з яким у травні 2016 року виграв чемпіонат. У вересні 2016 року підписав контракт з «Петрокубом». У липні 2017 року перейшов у «Сфинтул Георге».

## Кар'єра в збірній
У футболі національної збірної Молдови дебютував під керівництвом Гаврила Балінта 6 лютого 2011 року в програному (0:1) товариському матчі проти Польщі. Загалом з 2011 по 2020 рік провів 29 матчів за національну команду.

## Досягнення
«Мілсамі»
- Національний дивізіон Молдови
  -  Чемпіон (1): 2014/15

- Суперкубок Молдови
  -  Володар (1): 2019

«Шериф»
- Національний дивізіон Молдови
  -  Чемпіон (1): 2015/16